# Castell de Montsoreau
El castell de Montsoreau és un castell d'estil feudal i renaixentista situat a Montsoreau, departament de Maine-et-Loire, Vall del Loira, França. Va ser construït l'any 1455 per Jean de Chambes, un conseller del rei Carles VII. Erigit a la vall del riu Loira, en els seus primers anys es va utilitzar com una fortalesa estratègica, ja que des d'allí es podia controlar el tràfic entre Chinon i Saumur. De fet, el castell de Montsoreau té una posició excepcional en la confluència de dos rius, el Loira i el Vienne, i al límit geogràfic de tres regions històriques: Anjou, Poitou i Touraine. A diferència d'altres castells del Loira, Montsoreau és l'únic que va ser construït directament al llit del Loira.
L'abril de 2016, Philippe Méaille converteix el castell de Montsoreau en un museu d'art contemporani i el nomena Castell de Montsoreau-Museu d'Art Contemporani.

## Història
La trama de la novel·la La dama de Monsoreau, d'Alexandre Dumas, es basa en les aventures amoroses de dues dones que ocupen el castell durant el regne d'Enric III.
Sobre el final del segle xix, el castell estava abandonat i gairebé en ruïnes. En l'actualitat, després d'haver sofert una sèrie de renovacions, és propietat del departament i alberga el Musée des Goums Marocains.
L'any 1862, el Ministeri de Cultura de França va declarar el castell de Montsoreau com monument historique. No obstant això, les fotografies del Ministeri el mostren en mal estat, amb portes i finestres trencades i els jardins descurats. Pertany al lloc Castells del Loira que van ser declarats Patrimoni de la Humanitat per la Unesco l'any 2000.
El castell està disponible per realitzar esdeveniments privats i també s'ofereix dins de les seves instal·lacions un espectacle de música i llum per als seus visitants, a més de diverses activitats al riu i en els seus voltants.

## Galeria

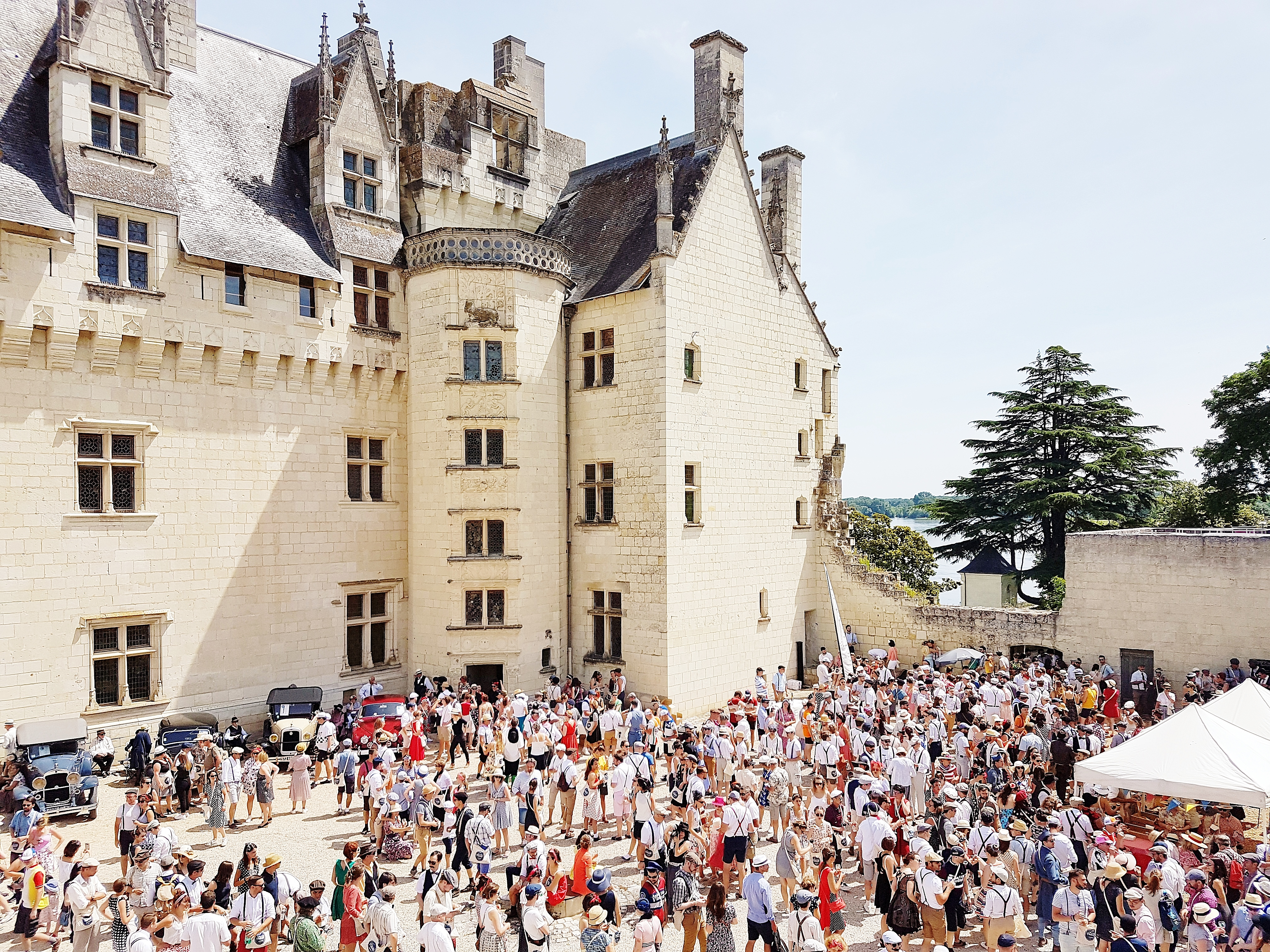
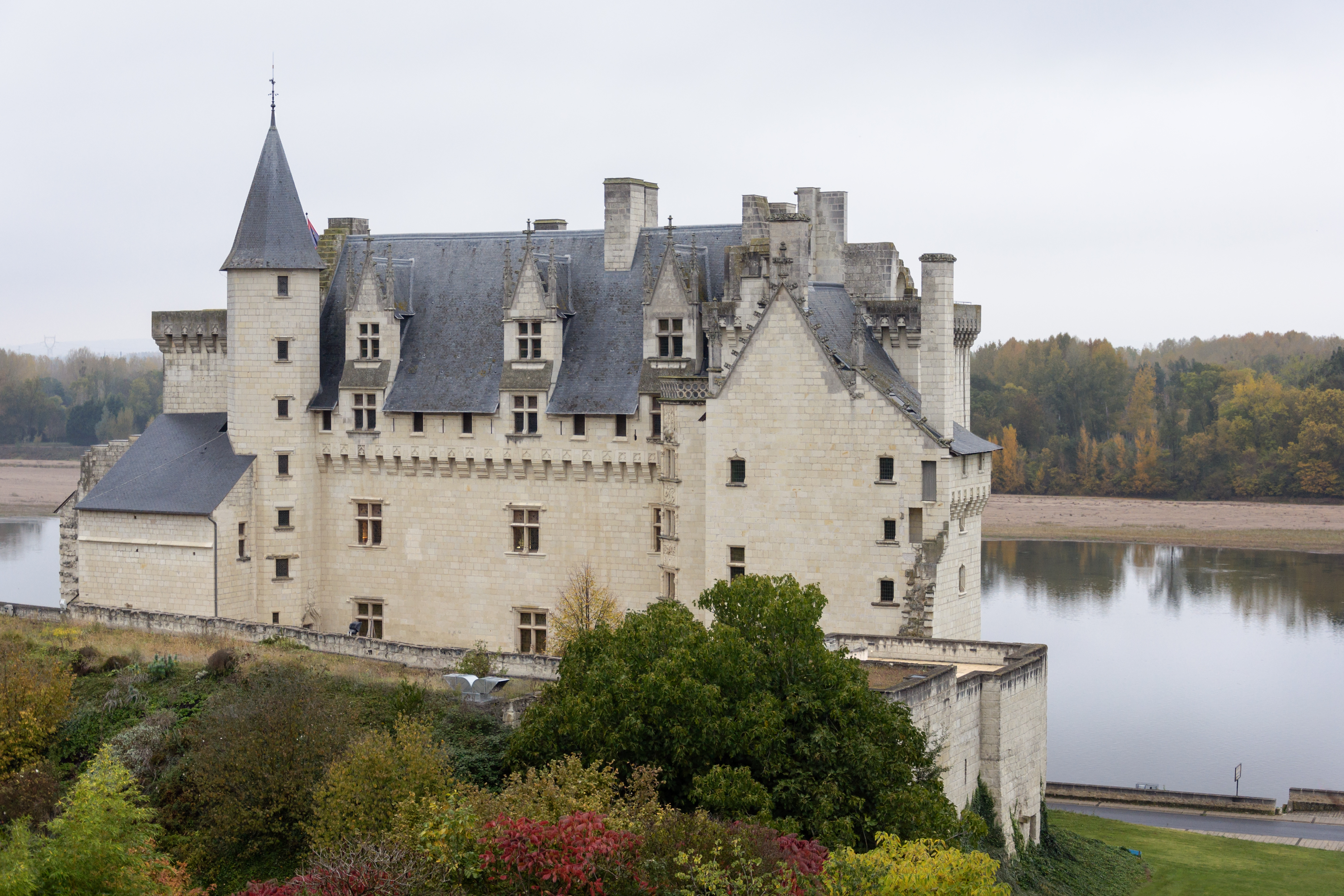
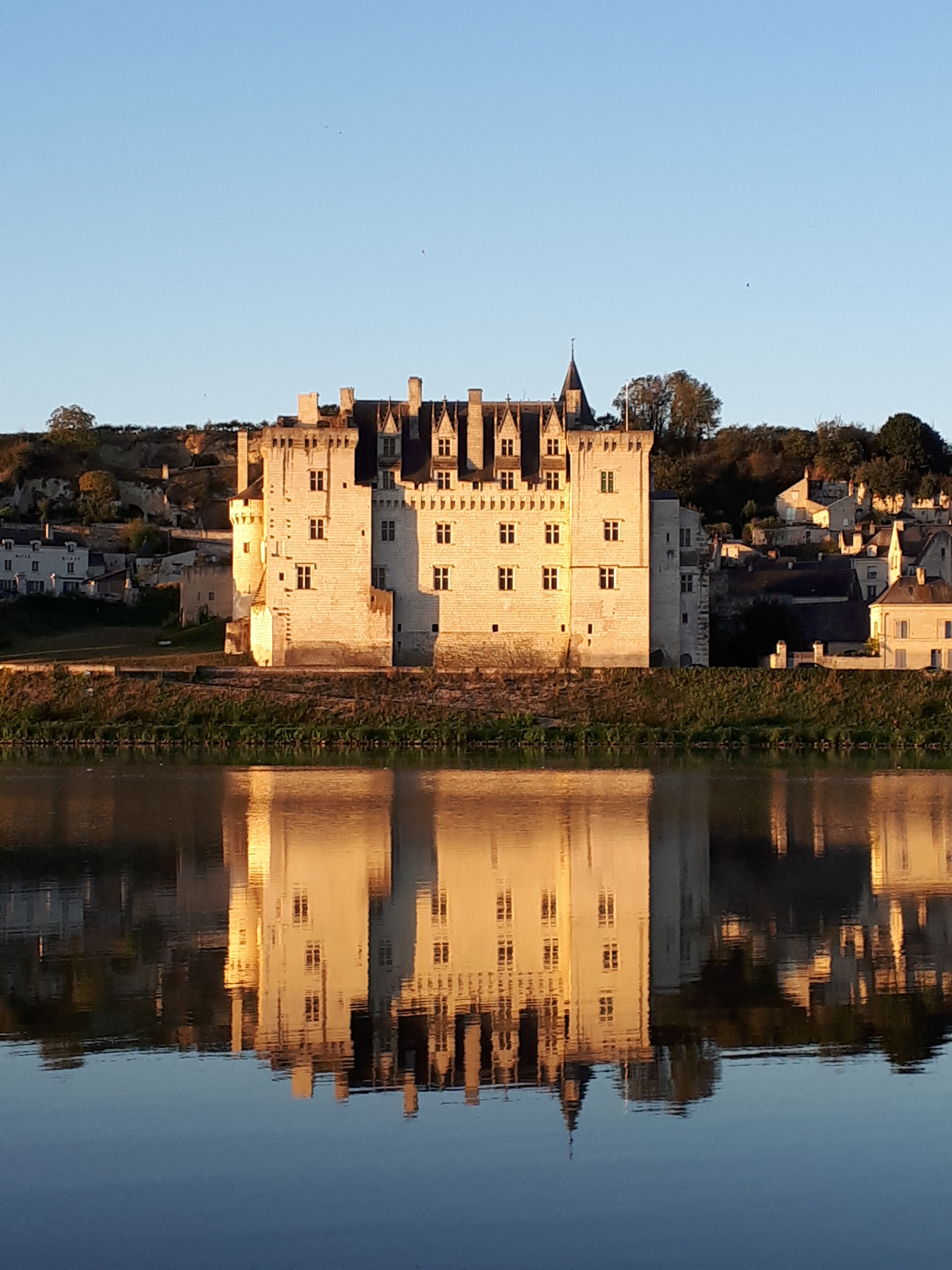
Castell de Montsoreau-Museu d'Art Contemporani
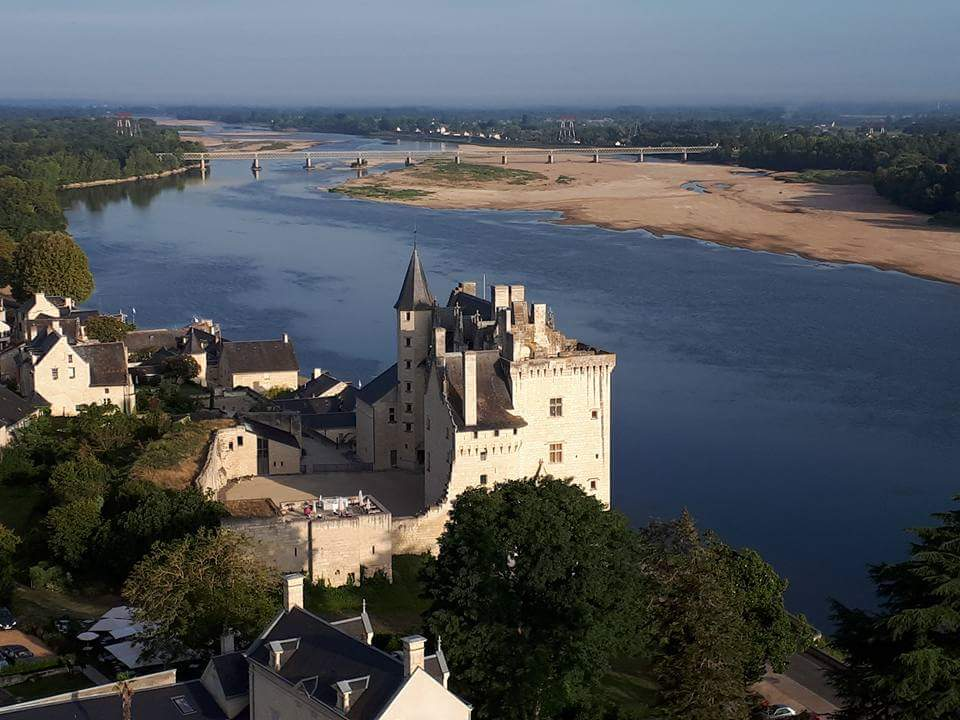
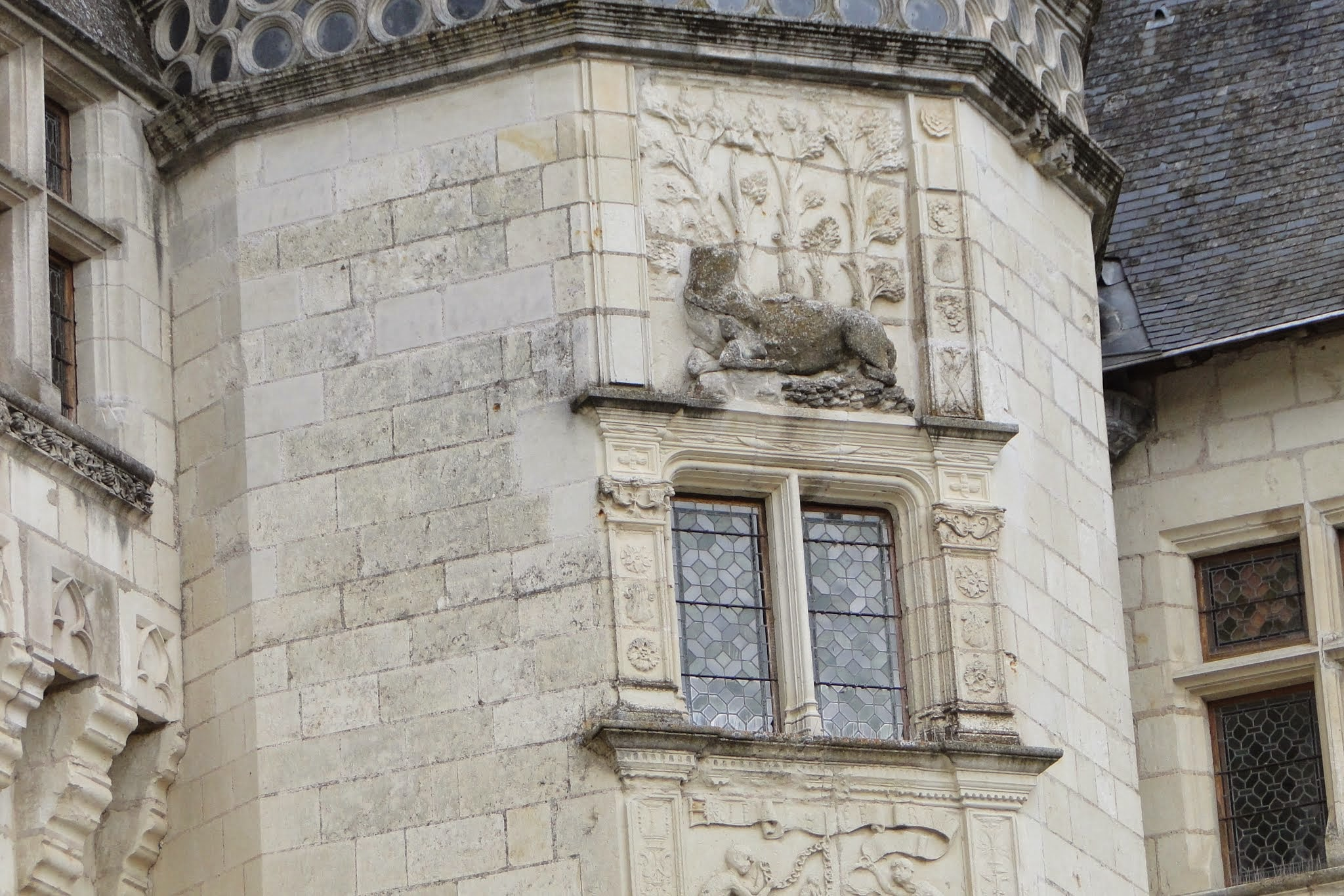
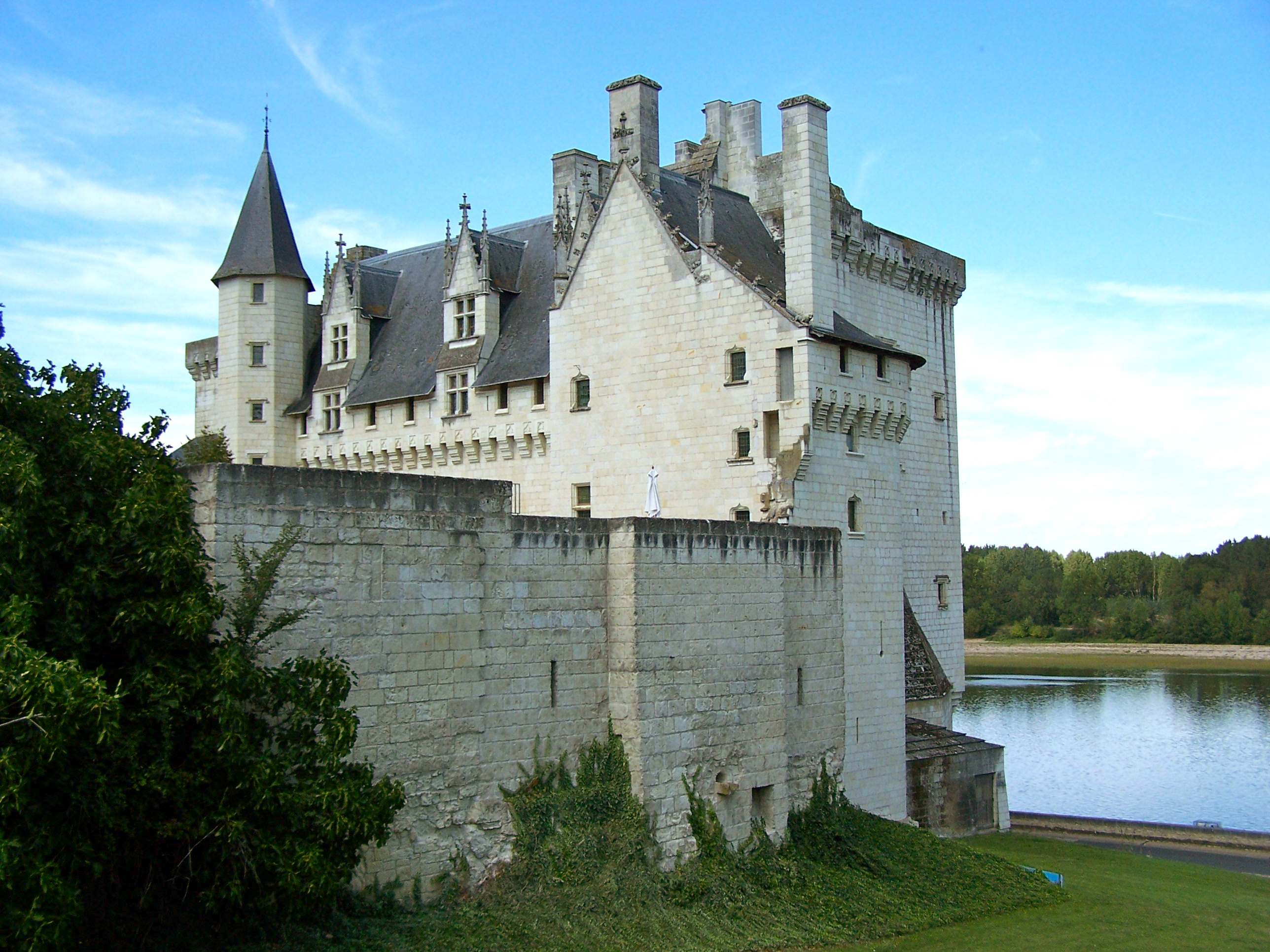
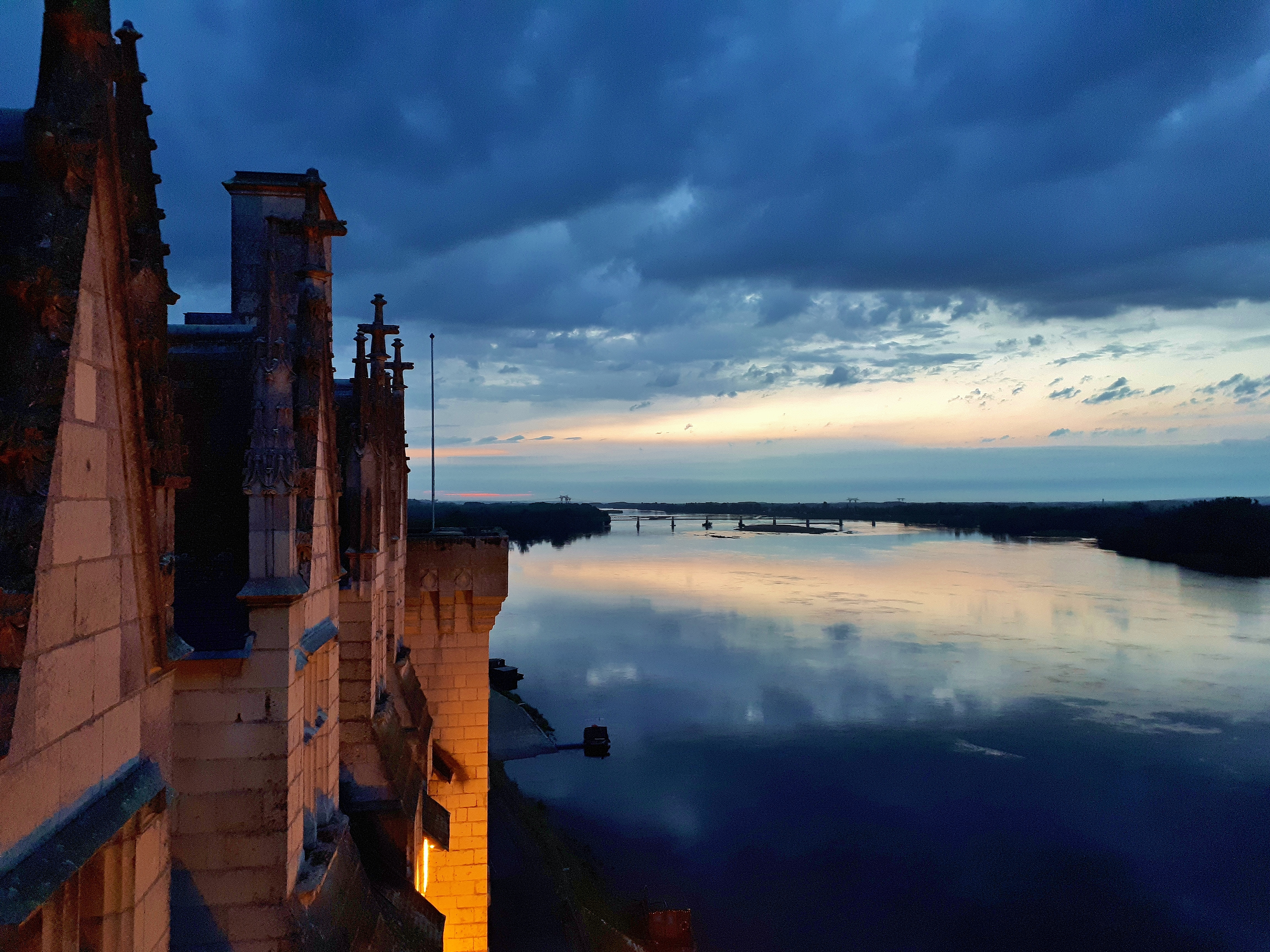
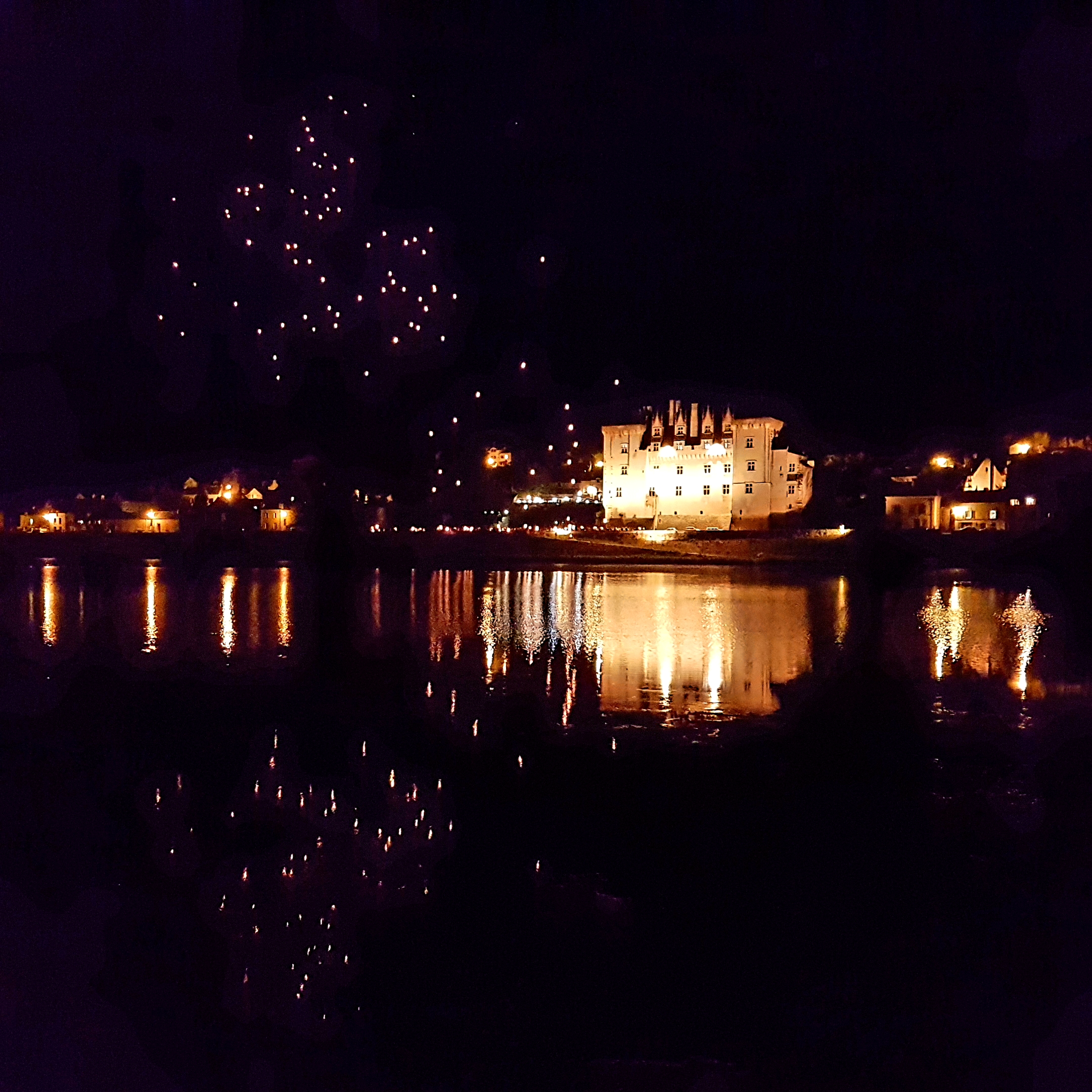